# Metropolitan Borough of St Pancras

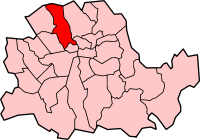
Lage von St Pancras im früheren County of London

Der Metropolitan Borough of St Pancras war ein Bezirk im Ballungsraum der britischen Hauptstadt London mit dem Status eines Metropolitan Borough. Er existierte von 1900 bis 1965 und lag im Norden der ehemaligen Grafschaft County of London.

## Geschichte
St Pancras war ursprünglich ein Civil Parish in der Grafschaft Middlesex. Ab 1855 gehörte die Gemeinde zum Einzugsgebiet des Zweckverbandes Metropolitan Board of Works. 1889 gelangte St Pancras zum County of London, elf Jahre später wurde es in ein Metropolitan Borough umgewandelt.
Bei der Gründung von Greater London im Jahr 1965 entstand aus der Fusion der Metropolitan Boroughs Hampstead, Holborn und St Pancras der London Borough of Camden.

## Statistik
Die Fläche betrug 2694 Acres (10,90 km²). Die Volkszählungen ergaben folgende Einwohnerzahlen:
Civil parish:
| Jahr      | 1801   | 1811   | 1821   | 1831    | 1841    | 1851    | 1861    | 1871    | 1881    | 1891    |
| Einwohner | 31.779 | 46.333 | 71.838 | 103.548 | 129.763 | 166.956 | 198.788 | 221.465 | 236.363 | 234.379 |

Metropolitan Borough:
| Jahr      | 1901    | 1911    | 1921    | 1931    | 1951    | 1961    |
| Einwohner | 235.317 | 218.387 | 211.366 | 198.133 | 138.377 | 124.855 |